# Rondò Veneziano
Rondò Veneziano – włoska orkiestra kameralna wykonująca muzykę barokową stylizowaną na pop.

## Opis
Rondò Veneziano zostało założone w 1979 roku przez Gian Piero Reverberiego.
Orkiestra wykorzystuje klasyczne instrumenty takie jak skrzypce, wiolonczela oraz współczesne instrumenty, np. gitary elektryczne i perkusja. Muzycy występują na scenie w strojach barokowych z XVIII wieku.
Orkiestra składa się z 20 akompaniatorów i 9 solistów.

## Filmografia
- 2010 Once Upon a Time[2]

## Dyskografia[3]
|  | - 1980 Rondò Veneziano - 1981 La Serenissima - 1981 Notturno in gondola - 1982 Scaramucce - 1983 Venezia 2000 - 1984 Concerto Futurissimo - 1984 Odissea Veneziana - 1985 Casanova - 1985 Not Quite Jerusalem - 1985 Odissea Veneziana - 1986 Fantasia Veneziana - 1986 Lagune - 1986 Rapsodia Veneziana - 1987 Arabesque - 1987 Misteriosa Venezia - 1988 Concerto - 1988 Poesia di Venezia - 1989 Armonie - 1989 Masquerade - 1989 Visioni di Venezia - 1990 Barocco - 1990 Musica...Fantasia - 1990 The Genius of Mozart - 1990 The Genius of Vivaldi | - 1990 Vivaldi, Mozart, Beethoven - 1991 Magica Melodia - 1991 Prestige - 1992 Stagioni di Venezia - 1992 Rondò 2000 - 1992 Venezia Romantica - 1993 Concerto per Beethoven - 1993 Concerto per Mozart - 1993 Concerto per Vivaldi - 1994 Il mago di Venezia - 1995 Back 2 back - 1995 Eine nacht in Venedig - 1995 I grandi successi vol.1 - 1995 Sinfonia di Natale - 1996 I grandi successi vol.2 - 1996 Preludio all'amore - 1996 Seduzione - 1996 The best of - vol.1 - 1997 Die Grossen Erfolge - 1997 Fantasia Classica - 1997 I grandi successi - 1997 In concerto - 1997 Marco Polo - 1997 Via dell'Amore | - 1998 Fantasia d'Autunno - 1998 Fantasia d'Inverno - 1998 Zodiaco - 1999 Attimi Di Magia - 1999 Fantasia d'Estate - 1999 Fantasia di Primavera - 1999 Honeymoon - Luna di miele - 1999 Protagonisti vol.1 - 1999 Splendore Di Venezia - 2000 I grandi successi - 2000 La storia del classico - 2000 Nur Das Beste - 2000 Protagonisti vol.2 - 2000 The very best of - 2001 Capriccio veneziano - 2001 Papagena - 2001 3 originals - 2001 The Magic of Christmas - 2002 Concertissimo - 2002 La Piazza - 2002 Vénitienne - 2004 Nur Das Beste 2 - 2005 25 – Live in Concert - 2009 Chamber Orchestra |